# Abacetus demoulini
Abacetus demoulini es una especie de escarabajo terrestre de la subfamilia Pterosticinae.  Fue descrito por Straneo en 1963. 